# Chasten Buttigieg
Chasten James Buttigieg ( /ˈbuːtɪdʒədʒ/ BOOT-ih-jəj; né Glezman; sinh ngày 23 tháng 6 năm 1989) là một giáo viên người Mỹ, nhà văn và người ủng hộ quyền LGBTQ. Anh từng là cố vấn, người phát ngôn và nhà vận động truyền thông xã hội trong chiến dịch tranh cử tổng thống năm 2020 của Pete Buttigieg. Vào tháng 9 năm 2020, Buttigieg phát hành cuốn hồi ký đầu tay của mình, I Have Something to Tell You.

## Đầu đời và giáo dục
Buttigieg sinh ngày 23 tháng 6 năm 1989 tại Thành phố Traverse, Michigan, con của Sherri (nhũ danh Pelon) và Terry Glezman, chủ một doanh nghiệp cảnh quan. Là con út trong gia đình có ba anh em trai, anh lớn lên ở Chums Corner trong một gia đình Công giáo bảo thủ. Khi còn là một thiếu niên, Buttigieg làm việc tại Cherry Republic, một cửa hàng bán sản phẩm anh đào và lái máy kéo trong trang trại trồng anh đào của ông mình ở Suttons Bay. Một năm, anh đã giành được dải ruy băng xanh trong cuộc khạc nhổ tại Lễ hội Anh đào Quốc gia.
Buttigieg theo học Trường Trung học Traverse City West và trải qua năm cuối của mình với tư cách là sinh viên trao đổi tại Đức. Anh tham gia các lớp học tại Cao đẳng Northwestern Michigan trước khi theo học Đại học Wisconsin–Eau Claire; anh tốt nghiệp năm 2014 với bằng Cử nhân về sân khấu và các nghiên cứu toàn cầu. Sau đó, Buttigieg theo học Đại học DePaul ở Chicago, nơi anh nhận bằng Thạc sĩ Giáo dục vào năm 2017. Mùa hè năm đó, Buttigieg bắt đầu nhận chứng chỉ AMS/MACTE từ Đại học Xavier.

## Sự nghiệp
Sau khi tốt nghiệp đại học, Buttigieg chuyển đến Milwaukee, nơi anh làm việc với tư cách là Nghệ sĩ giảng dạy cho Giai đoạn đầu tiên cũng như trong các bối cảnh lớp học ở khu Milwaukee lớn hơn.
Trong khi theo đuổi bằng tốt nghiệp, anh là giáo viên dạy thay ở cả hai trường công lập Chicago và South Bend. Vào mùa thu năm 2017, Buttigieg bắt đầu làm giáo viên nhân văn cấp trung học cơ sở tại Học viện Montessori ở Mishawaka, Indiana. Anh cũng dạy sân khấu và điều hành một câu lạc bộ đa dạng. Anh xin nghỉ để ủng hộ chiến dịch tranh cử của chồng. Vào tháng 1 năm 2019, Buttigieg gia nhập Nhóm Giáo dục Công dân của Nhà hát Công dân South Bend với tư cách Giám đốc Chương trình giảng dạy.
Năm 2016, Buttigieg là Đại biểu Đảng Dân chủ Tiểu bang cho Quận St. Joseph. Anh là đệ nhất phu quân đầu tiên của South Bend, Indiana từ ngày 1 tháng 1 năm 2016 đến ngày 1 tháng 1 năm 2020.

### Bầu cử tổng thống năm 2020

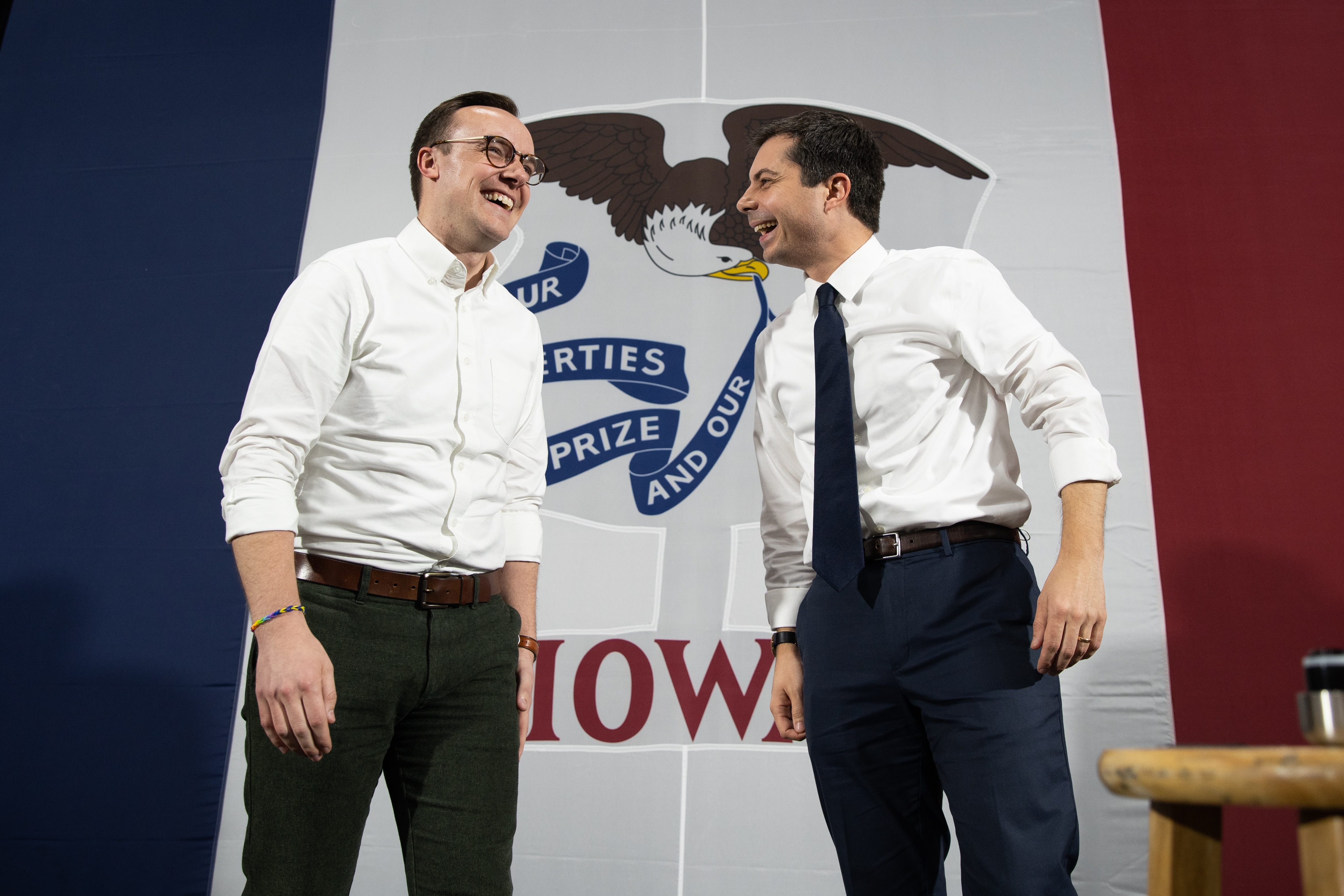
Chasten (trái) và Pete Buttigieg vận động ở Iowa vào năm 2019

Buttigieg là người phát ngôn chiến dịch, cố vấn, và nhà vận động truyền thông xã hội cho chiến dịch của chồng mình là Pete Buttigieg và cũng đã từng là người đại diện. Anh được gọi là "vũ khí quan hệ công chúng bí mật" của Pete. Nếu chồng đắc cử, anh đã xác định cải thiện các trường công lập, giáo dục nghệ thuật và sức khỏe tâm thần của quốc gia là những lĩnh vực anh sẽ tập trung vào với tư cách là Đệ nhất Phu quân. Anh cũng ủng hộ quyền LGBTQ.
Sau khi chồng rút khỏi cuộc đua, cả hai đều tán thành Joe Biden và vận động cho ông. Pete Buttigieg cuối cùng đứng thứ năm về số lượng đại biểu. Kể từ chiến dịch, Buttigieg giờ coi Kamala Harris và Doug Emhoff là bạn thân.

### Chiến dịch hậu tổng thống
Buttigieg là thành viên Viện Chính trị Harvard cho học kỳ ảo mùa thu 2020. Vào ngày 1 tháng 9 năm 2020, Buttigieg phát hành cuốn hồi ký đầu tay của mình, I Have Something to Tell You. Ấn bản bìa cứng ra mắt ở vị trí thứ 12 trong danh sách Sách bán chạy nhất của The New York Times cho tác phẩm phi hư cấu bìa cứng. Vào tháng 12 năm 2020, Buttigieg chỉ trích bài báo của Joseph Epstein về chứng chỉ học tập của Jill Biden, gọi nó là phân biệt giới tính. Vào ngày 10 tháng 3 năm 2022 Buttigieg bắn pháo bông cho một video lan truyền cho thấy Buttigieg dẫn đầu một phiên bản sửa đổi của Pledge of Allegiance với lá cờ Cầu vồng (LGBT) tại một trại trẻ ở Des Moines, Iowa. Đoạn video ban đầu được quay vào năm 2019 cho bộ phim tài liệu Amazon Prime Video, Mayor Pete.

## Đời tư
Buttigieg công khai gia đình năm 18 tuổi và nhanh chóng chuyển ra ngoài sống cùng bạn bè và trong xe hơi của mình. Năm 2020, Buttigieg chia sẻ trong cuốn hồi ký của mình rằng anh đã bị tấn công tình dục bởi một người bạn của một người bạn khi anh 18 tuổi. Trải nghiệm này khiến anh cảm thấy xấu hổ trong nhiều năm. Hiện anh có mối quan hệ tốt với bố mẹ.
Buttigieg sống ở South Bend với chồng, chính trị gia và cựu binh Hải quân Hoa Kỳ Pete Buttigieg. Hai người gặp nhau lần đầu trên ứng dụng hẹn hò Hinge vào mùa hè năm 2015. Họ gặp nhau vào tháng 8 năm đó khi Chasten đang học cao học. Họ đã đính hôn vào tháng 12 năm 2017 tại Sân bay quốc tế O'Hare và kết hôn vào ngày 16 tháng 6 năm sau, tại nhà thờ St. James Giám nhiệm ở South Bend; cả hai đã xuất hiện tại bữa tiệc khối South Bend Gay Pride sau đám cưới của họ.
Buttigieg đã biểu diễn hài kịch ngẫu hứng trong và xung quanh khu vực Chicago.

## Các tác phẩm đã xuất bản
- I Have Something to Tell You: A Memoir (2020)